# Eucameruna nigrostriata
Eucameruna nigrostriata är en insektsart som beskrevs av Synave 1979. Eucameruna nigrostriata ingår i släktet Eucameruna och familjen Tropiduchidae. Inga underarter finns listade i Catalogue of Life.